# Ardisia andamanica
Ardisia andamanica är en viveväxtart som beskrevs av Wilhelm Sulpiz Kurz. Ardisia andamanica ingår i släktet Ardisia och familjen viveväxter. Inga underarter finns listade i Catalogue of Life.